# 由美子ちゃん事件
由美子ちゃん事件（ゆみこちゃんじけん）とは、沖縄がアメリカの占領下にあった1955年（昭和30年）9月3日、沖縄本島の嘉手納村（現：沖縄県中頭郡嘉手納町兼久）で発生した強姦殺人事件。石川市（現：うるま市）に住んでいた当時満5歳、数えで6歳の女児（永山 由美子）が、アメリカ軍嘉手納基地所属の軍曹アイザック・ジャクソン・ハート（Isaac Jackson Hurt、事件当時31歳）によって暴行・殺害された事件である。沖縄の戦後史に残る凶悪事件とされる。
ハートは殺人・強姦・少女誘拐の罪に問われ、軍法会議（1955年12月）と、本国の軍事上訴裁判所（1958年10月）で、それぞれ死刑判決を宣告された。しかし、ハートとその家族は、「沖縄人の反米感情の犠牲になった」などと主張して減刑を求めた。
1960年（昭和35年）、ハートはアイゼンハワー米大統領の裁決により、重労働刑45年に減刑された。この時は、仮釈放を認めないことが減刑の条件だったが、後にそれも覆され、ハートは1971年（昭和46年）、フォード米大統領の裁決によって仮釈放された。ハートは1984年（昭和59年）8月6日、オハイオ州の退役軍人省の病院で死去している（60歳没）。

## 概要
事件当時、沖縄では米軍による軍用地の強制接収が行われ、それに抗議する沖縄住民たちによる「島ぐるみ闘争」が高まっていた。そのため、事件への激しい抗議運動が起こり、沖縄各地で抗議集会が開かれた。
本事件は、沖縄で米軍人・軍属の犯罪が大きく取り上げられ、米軍当局に抗議の矛先が向けられた最初の事件とされる。同年の沖縄の代表的な事件として言及されるだけでなく、21世紀に入ってからも、沖縄における米軍の犯罪の代表例の1つとして言及されることが多い。この場合、1995年（平成7年）に発生した沖縄米兵少女暴行事件や、2016年（平成28年）に発生したうるま市女性殺害事件も、本事件と同様の形で言及される場合がある（後述）。なお、アメリカ側が限定的ながら、琉球警察の共同捜査権や、沖縄住民の軍法会議傍聴権を、占領史上初めて認めた事件でもある。

## 事件の経緯

### 加害者
本事件の加害者であるアイザック・ジャクソン・ハート ( Isaac Jackson Hurt ) は、1924年2月18日、アメリカ合衆国ケンタッキー州のペリー郡タイポ（Typo）で出生した白人男性である。1940年時点で、16歳だったハートは両親（父は当時67歳、母は57歳）や姉（19歳）とともに、ケンタッキー州ペリー郡に在住していた。性的暴行未遂と暴行の罪を犯して11か月間収監されたことがあるが、その事実を隠して海軍に入隊。海軍1等水兵として第二次世界大戦に従軍した。
終戦後、1950年8月5日にアメリカ軍（陸軍）に入隊したが、1953年7月22日に除隊。同年10月8日に再入隊し、事件当時は軍曹として、嘉手納基地第22高射砲大隊に所属していたが、1960年8月23日に再び除隊されている。

### 事件発生
本事件の被害者である永山由美子（当時数えで6歳：以下「被害者」）は事件当時、自宅近くの石川幼稚園に通う幼稚園児で、4人兄弟姉妹（7歳の長女を頭に1男3女）の次女だった。在住地は「石川市三区二班」とする文献と、「石川市字石川」とする文献がある。
1955年9月3日、被害者はエイサー見物に行くということで家を出たが、映画の終わる22時過ぎになっても帰らなかったため、父親が22時過ぎに石川警察署に捜索願を出していた。同夜は土曜日で、石川市内はエイサーがあり、アメリカ人を含む見物人が多数詰めかけていた。一方、ハートは事件発生直前（9月3日夕方）、日頃から訪れていた金武村屋嘉区のカフェに来店していたが、当時の服装はランニングシャツと、カーキ色のズボンだった。当初、ハートが事件当夜に着用していたズボンは事件直前、金武のカフェを訪れた際と同一のものである薄青色のズボンとされていたが、後に捜査の結果、ハートはカーキ色のズボンを着用していたことを自供し、そのズボンも押収されたと報じられている。そのカフェの女給や女中によれば、ハートは事件翌日（9月4日）に再び来店し、そのズボンの洗濯を依頼していた。
被害者の家族は徹夜で、友人宅や金武方面まで捜索したが、翌日（9月4日）8時15分ごろ、被害者の遺体が発見された。遺体発見現場は、旧嘉手納村兼久の通称「屋良地浜原」の海岸線道路から約30 m東方に位置する採石場跡（当時は原野）で、嘉手納基地の第313爆撃団本部の無線送信機付近（被害者宅から約7 km離れた地点）である。遺体には乱暴された形跡が認められたほか、着用していたシミーズが左手のところまで垂れ下がり、左手に草2、3本が強く握りしめられているなど、抵抗した痕跡も確認された。また、下腹部から肛門にかけて、鋭利な刃物で切り裂かれたような傷痕もあった。一方、発見現場に荒らされた形跡がないことや、遺体の頭部に砂が付着していたことから、被害者は遺体発見現場とは別の場所で暴行・殺害され、発見現場まで運ばれた可能性が推測された。被害者の父親は同日13時30分ごろ、琉球警察胡差地区警察署からの連絡を受け、遺体が娘であることを確認した。

## 捜査

### 事件発覚
第一発見者は、遺体発見現場をジープで見回りに来た米兵2人と伝えられているが、実際には彼ら以前に、地元の青年3人（大工）が仕事場へ向かう途中、死体を発見して嘉手納派出所に知らせていた。胡差署は、司法係全員を緊急収集し、嘉手納警部派出所の全員とともに現場に派遣した。しかし、その時点では既に、米軍の捜査機関であるアメリカ陸軍犯罪捜査司令部 (CID) が鑑識活動を開始しており、また発見現場は軍用地だったため、当初は警察官たちが現場に入ることは許可されなかった。
その後、胡差署および警察本部刑事課長ら警察幹部、検事、医師、CIDにより、実況見分・証拠品の捜索が行われた。正午前になって、CIDが「被害者は明らかに沖縄の住民だから、警察の管轄になるだろう」と考えたことから、捜査は琉球警察に引き継がれることになり、遺体は胡差中央病院に搬送され、司法解剖に付されることになったが、執刀直前で米軍側が「民警察に任せられない」と方針を変えたため、遺体を陸軍病院に移すよう指示がなされた。しかし、琉球警察と米軍の協議により、解剖は陸軍病院で実施するが、執刀は中央病院の医師が担当することとなった。牧港米軍病院における司法解剖の結果、死亡推定時刻は9月3日22時ごろ、死因は胸郭部圧迫による窒息死と判明。解剖所見では、解剖を担当した長浜医師の「明らかに変態性の行為と見なされる。単に情欲を充たすだけなら、あんな虐待症状は見られない。下腹部に鬱血があるのは、行為の以前に手荒なことをしている証拠である。」という談話を発表した。また、遺体下腹部には茶褐色の毛髪が付着していたため、土地勘のある外国人による犯行が疑われた。なお、この体毛（ちぢれ毛）については、後に「頭髪ではなく、下腹部の毛と推定される」と報じられている。
琉球警察とCIDによる共同捜査の結果、被害者は白人に拉致されたという目撃証言が得られた。この有力な証言を寄せたのは、石川市内に住んでいた小学生の男児で、彼は当時、軍作業に出ていた父親が部隊食堂からもらってきた残飯を豚小屋に運んでいたところ、事件を目撃した。その証言内容は、「3日19時30分ごろ、東恩納方面からボロボロのハイヤーが来て郵便局前に停車した。車内からアメリカ人が出てきて、郵便局の横にしゃがんでいた女の子をいきなり脇に抱きかかえ、もがくのを無理やり車に押し込み、急バックして東恩納方面に走り去った」というもので、その人物の風貌や服装は、「アカブサーのハチコーギサン」（＝赤ら顔で容貌怪異）「ランニングシャツを着用していた」というものだった。この時、男児は車から4、5メートル離れた場所におり、「ハイヤーが停車した際、その窓に掴まったが、アメリカ人に脅され、引き下がった直後に目の前で被害者がいきなり拉致された」とも証言し、さらに捜査陣からハイヤーのカタログを見せられると、目撃したハイヤーの車種や色についても具体的に「1946年型の車で、車体は薄緑色、エンジンカバーは薄桃色だった」と証言した。
また、彼とは別の目撃者も、「被害者は拉致される前、郵便局前で遊んでいた」と証言した。さらに調べを進めた結果、「3日21時ごろ、嘉手納村千貫田区で、16号道路を知花から嘉手納方面に向かって疾走していたアメリカ人のハイヤーから、子供の泣き声のような声が聞こえていた」という住民の証言が得られたことなどから、犯人は被害者を石川市内で拉致し、東恩納三叉路から栄野比に出て、マリン隊のあった登川を通過し、知花十字路から右折して嘉手納へ向かい、遺体発見現場（嘉手納海岸）に出たという経路が推定された。その経路を自動車で、30マイル/時（＝48.2803 km/h）以上の速さで移動した場合、1時間未満で海岸に達すると試算された。

### 逮捕
CIDは事件発覚から3日後の9月6日、目撃者情報などからハートを被疑者として割り出し、逮捕した。また同日、CIDは犯行に用いられた1948年型のシボレー（車体番号4070号）を押収した上で、石川警察署で、先述の男児を始めとした目撃者7、8人（事件当夜、遺体遺棄現場付近に停車していたハイヤーを目撃していた特警隊員）に確認を取らせ、全員から「この車だった」「よく似ている」などの証言を得た。さらに、遺体発見現場から約50 m南方に位置していた軍ゴルフ場脇の溝で、被害者の着用していたパンツを、その近くの砂浜で筒掛け下駄をそれぞれ発見した。
ハートは憲兵に逮捕される前、約20のビールを飲み、売春婦とパーティーをしていた。また、逮捕された際には捜査官に対し、「自分は少女の殺害についての新聞を読んだ」「自分が犯人じゃないかと思う」と冗談を言っていたが、犯行は否認したため、捜査機関は逮捕後、綿密な裏付け捜査を行った。その結果、ハートの主張した「事件当時は金武村のカフェにいた」というアリバイは崩れた。また、ハートの車の後部座席には、血痕が付着していたほか、車内からは血まみれのタオル、ズボン、下着、ボタンが発見され、それらは鑑定のために日本に送られた。

### 沖縄住民の反応
事件発覚当初は、沖縄住民の間でも被害者両親の監督責任を問う声が上がった。また、本事件が最初に報道されたのと同じ9月4日の夕刊では、「3日22時ごろ、ペリー区（那覇市）に住む28歳の男が、小学生の姉妹（姉は5年生、妹は2年生）を『5円あげる』と言って近くの空き地に連れ出して強姦したとして、強姦・傷害容疑で那覇警察署に逮捕された」という事件が報じられていたことから、そのニュースにも言及する形で、「家庭や学校で、子供たちに身の回りの危険を教えることが大事ではないか」という意見も上がっていた。石川市婦人会は同月8日、「戦前この地区から犯罪者を出した例はなく、戦後に地区出身の青少年犯罪が多くなったのは嘆かわしい、親の不注意と無関心がとりかえしのつかぬ結果を生む」という発表し、子供の躾と監視に取り組む旨を表明していた。しかし、米軍からハート逮捕が公式に発表された9日には、「子供を守る会」が緊急常任委員会を開き、「一部では『事件の原因は父兄の不注意』という声が上がっており、子どもたちも事件後、夜に出歩かなくなったが、そのような怯えた心理に追いやるだけでは子供は守れない。今度の事件は、従来の外国人犯罪が曖昧のうちに処理されたような普段の空気が生んだ事件である」として、関係方面に対し、事件の徹底究明を申し合わせることを決めた。
事件当時、沖縄で発生した外国人事件はどのように処理されているのか、沖縄の人々には知らされずにいた。米軍統治下の沖縄では、米軍人・軍属の刑事裁判は軍法会議で行われていたが、軍法会議は軍全体の規律を維持するため、それに違反した兵士を処罰することを目的にしているものである。そのため、たとえ沖縄人が被害者となった事件でも、沖縄人はほとんど裁判に参加したり、裁判を傍聴したりすることはできず、その結果を知らされることも稀だった。また、本事件とは別の米兵による拉致・強姦事件や、殺人事件（いずれも被害者は沖縄の一般市民）の軍法会議では、性犯罪が正当に起訴されず、軽い罪で裁かれていたり、弁護人が被害者を貶める主張で量刑の軽減を狙っていたことも、後年になって判明している。
そのような背景から、本事件以前にも、沖縄の人々は外国人による傷害事件が治外法権的に取り扱われている印象を強く抱いていたが、幼女が米兵に拉致されて殺害された本事件をきっかけに、人々の間に「沖縄人に関係する外人事件の裁判は、いっさい公開せよ」という世論が起こった。琉球政府は米軍当局に対し、軍規粛正と取締強化を求め、米軍当局も遺憾の意を表明した。また、琉球立法院（後の沖縄県議会）は、本事件を「鬼畜にも劣る残虐な行為」と非難した。
本事件の6日後（9月10日夜）には、前原警察署管内の中頭郡具志川村（現：うるま市）明道5班で、小学校2年生の女児（当時9歳）が就寝中に、雨戸をこじ開けで侵入してきた米兵の男によって拉致・強姦され、重傷を負う事件が発生。犯人は、海兵隊の黒人兵レイモンド・エルトン・パーカー（Raymond Elton Parker、当時21歳：上等兵）で、美里村登川在マリン隊（第12海兵隊第2大隊）に所属していた。パーカーは犯行時、軍服姿で、逃走後に部隊に戻ってズボンを洗濯し、干していたことから捜査線上に浮上。さらに、被害者宅から持ち出したランプを松林に捨てていたことから、そこから指紋を検出され、翌日（9月11日）6時に逮捕された。この事件も本事件とともに、沖縄の新聞で大きく取り上げられた。この2つの事件は、沖縄の人々に強い衝撃を与え、「祖国復帰闘争」に重大な影響を与えた。
一方で当時、アメリカの「外国人に対する損害賠償法」が沖縄にも適用されていたことから、沖縄側は同法に基づき、損害賠償を要求したが、同法は「米国軍人・軍属が公務中に、沖縄人の生命・身体に損害を与えた場合に補償する」と規定されていたため、補償も有耶無耶にされた。このように、相次ぐ米兵の犯罪に対し、沖縄の人々の怒りが高まり、同年10月には「人権擁護全沖縄住民大会」が開催された。また、翌1956年（昭和31年）には、米軍による土地接収に対する島ぐるみ闘争で、琉球大学学生会が歴史的な決起を行い、特に女子学生が闘争の先頭に立った。
また、1953年（昭和28年）12月に結成されていた「沖縄子どもを守る会」は、「外人事件の処分が不透明になっている普段の空気が、外人事件の激増を助長する原因を生んだ」として、緊急理事会を開いて事件対策を話し合い、本事件に関して抗議大会を開くなど、米軍人・軍属の犯罪に対する抗議活動を率先して展開した。「子どもを守る会」は、同年9月16日に被害者の地元である石川市の城前小学校で開催された住民大会で、本事件と具志川村の事件を「何れも米国軍人によって行われた言語に絶する鬼畜の行為」と位置づけ、同種事件は人種・国籍関係なく、一切の酌量の余地なく死刑によって処罰すること、治外法権を撤廃して沖縄人に対する外国人の部隊外での犯罪は民裁判（沖縄の裁判所）で処罰すること、沖縄側の法務官を公判に立ち会わせた上で、裁判を録音して全住民に放送聴取させることなどを求めた。次いで、沖縄教職員会は同月17日、真和志沖縄劇場で「由美子ちゃん事件教員大会」を開き、緊急動議として「教員が世話係となり、人権協会（仮称）を設立する」「早急に全住民大会を開く」の2つを採択した上で、各地区代表が「（本事件は）敗戦国民への蔑視だ」「我々は統治形態を変えて祖国に帰るべきだ」「沖縄人は虫ケラでないことをこの際示せ」などといった意見を陳述した。地元の弁護士会は、軍規粛正を望むとともに、住民代表の新聞記者に外国人犯罪の裁判を取材させるよう申し入れた。

## 軍法会議
沖縄の世論や抗議の高まりを受け、米軍当局は「厳重に処罰する」と発表。捜査機関による裏付け捜査の結果、ハートは「容疑濃厚」とされ、アメリカ陸軍によって9月9日に起訴された。起訴の事実は、同日20時にライカム司令部によって公式発表されたが、その罪名は、殺人・強姦・少女誘拐の3つである。
しかし、先述の別の強姦事件で起訴されたパーカーが犯行を認めた一方、ハートは犯行を否認した。結果、パーカーは同年11月7日に終身刑を宣告された一方、ハートの裁判はパーカーより遅れた。検事はベンジャミン・M・ウォール (Benjamin M. Wall) 中尉、検事補はチャールズ・MM・シェパード (Charles M. A Shepherd) 中尉、弁護人はジュリアン・B・キャリック (Julian B. Carrick) 大尉、弁護士補はミルトン・E・ブリナー (Milton E. Brener) 中尉がそれぞれ担当した。陪審員長は、ジョン・M・ライディック (John M. Lydick) 大佐が担当した。
同年11月21日から、キャンプ瑞慶覧で一般軍事法廷が開かれた。裁判は集中審理で進められ、回数は11回におよんだ。第1回軍事公判は、ライカム第1号法廷で21日9時から開かれたが、午前中は陪審員13人への適格審査を行っただけで休廷となり、午後は非公開審理となった。公判は、石川婦人会の代表が傍聴を許され、新聞社や放送局の記者も、各社1人ずつ取材に入ることを認められた。
ハートは犯行を自白しておらず、彼と被害者が一緒にいたとする目撃証言もなければ、事件当夜の彼の所在も説明されていなかった。また、証拠とされた日本の教授が、ハートの乗っていた車（緑と白のフォード）のドアハンドルとシートカバーに付着していた毛髪を鑑定したところ、被害者と一致したり、ハートの殺害と結びついたりしたものはなく、教授は「髪の毛は被害者のものである可能性がある」ということまでしか証言できなかった。ハートは裁判を通して無実を主張したが、証言台に立つことは拒否した。一方、検察は軍法会議で、9歳の少年による「顔ははっきりと（ハートとは）断言できないが、（事件現場の）採石場の近くで、ハートに似たGIの男を目撃した」という証言を最も重要な証拠とした。また、日本人のウェイトレスは、ハートのズボンに付着していた血痕について証言した。ハートは死刑囚監房でも、毛髪の遺留品について執着していた。
1955年12月5日14時から、検事が有罪論告を、弁護人が無罪を主張する最終弁論をそれぞれ行った。その後、陪審員による合議に移り、10人で構成された軍法会議は、59分間におよぶ審議を行った。そして、陪審員長のライディック大佐は、ハートに対し、陪審員3分の2以上の同意により、すべての罪状で有罪である、とする旨の評決文を朗読した。有罪の最大の証拠は、遺体に付着していた体毛と、ハートの車から検出された体毛がそれぞれ一致したことだった。

### 死刑判決
そして、事件発生から94日目となる12月6日の9時から、ライカム軍法廷で陪審員10人が出席の上、ウオフ裁判長係と検事2人、弁護人2人らの立ち会いで、判決公判が開かれた。同日の公判には、石川市婦人会の代表など、傍聴人が多数詰めかけた。同日はまず、陪審の評決に移る前に、ハートの弁護側が寛大な刑を求める申立書や、ハートの故郷の人々の書いた「彼は模範的な少年で、正直で、法を順守している」とする手紙を提出した。その上で、量刑については「判決は死刑か終身刑の2つに限られているが、終身刑は死ぬまで鉄格子の中に閉じ込められ、仕事も与えられず、家族との面会も許されない、過酷な刑罰だ」と説明した。一方、検察官はハートが過去にデトロイトで強姦未遂事件と傷害事件を起こし、11か月にわたって服役したとする旨の宣誓供述書を提出し、「死刑を科すことは人間として忍びがたいことであるが、社会の秩序を保つことに必要なことである」という量刑に関する意見を述べた。その後、裁判長は陪審員に対し、死刑は陪審全員の同意を必要とする旨の説示を行った。
軍法会議における75分間の審議（評議）の結果、11時40分、ライディック陪審員長はハートを死刑に処す旨の判決文を朗読した。この死刑判決は、陪審員10人の全員一致による結論だった。同年11月7日には、パーカーが終身刑を言い渡されており、1か月足らずで2人の米兵が少女への強姦罪で有罪判決を宣告される事態となった。一連の捜査と裁判では、軍費が50,000ドル（600万円）支出された。
なお、ハートは軍法会議で死刑を宣告された後にアメリカに送還された。これは、軍事法廷にはボード・オブ・レビウ board of reviews （再審官）と、ワシントンのミリタリー・コート・オブ・アピール（軍事上訴裁判所）といった2つの再審機関があり、最終判決にはそれを経る必要があるためである。しかし1956年12月28日、ワシントンの陸軍法務局長室は、再審でハートの有罪を確認した。
ハートは軍事上訴裁判所へ上訴し、判決はハートの身柄とともに同裁判所へ送られたが、上訴は1958年（昭和33年）10月7日に棄却され、ハートは再び死刑を宣告されることとなった。
沖縄県警察 (2002) は「被告人が米軍人で白人ということもあり、裁判の行方が注目されたが、死刑判決があったことで、軍裁判は軍事的偏見がなく公正であるとの好印象を住民に与えた。」と述べている。一方、同時期に終身刑を宣告されたパーカーは、テネシー州メンフィス出身の黒人兵だが、後に白人のハートが減刑された一方、黒人のパーカーは減刑されなかったことから、後年に大統領令による減刑に抗議した軍法務局の文書をアメリカ国立公文書記録管理局から入手した大学院生の高内悠貴（イリノイ大学アーバナ・シャンペーン校歴史学部博士課程）は、「黒人に対する差別が現れている」と指摘している。また、本事件を調査し、2019年に米軍の死刑制度に関する著書『午前0時の呼び出し』［Summoned at Midnight (Serrano 2019) ］を発表したリチャード・セラーノ (Richard A. Serrano) は、「当時（20世紀半ば）、アメリカの司法システムでは被害者と加害者の人種が処分を左右する重要な要素で、米軍は黒人の死刑囚に対してのみ、死刑を執行していた。ハートは白人だったことから、大統領や有力議員らの介入を受け、死刑執行を免れた。もしハートが黒人だったり、被害者が白人だったりした場合、ハートは処刑されていた可能性が高い」と指摘している。
一方、軍法会議が始まる前、ハートの弁護人を務めたジュリアン・B・キャリック (Julian B. Carrick) 陸軍大尉は、「ハートをケンタッキー州（の裁判所）に戻して裁判を開くべきだ。沖縄人の敵対的な態度が、公正な裁判を妨げている」と主張した。また、後にハートを上訴したレブンワースの弁護士、ホーマー・デイビス (Homer Davis)は、「ハートは（沖縄の軍法会議ではなく）沖縄の裁判所か、アメリカ本国の軍事法廷に移されるべきだった」と述べている。
有罪判決後、被害者遺族は琉球政府法務局を通じ、米国政府に対し、161万円（13,474ドル）の損害賠償金（慰謝料）を請求。ライカム損害賠償審査室は1956年10月、被害者遺族に対し、24万円（2,000ドル）の損害賠償を支払う旨を通知した。琉球政府の久貝法務局長はこの通知を受け、「賠償額は被害者の家族にとって満足なものではないかも知れないが、琉球において耳目を聳動せしめた事件だけに、米軍当局が賠償をみとめたことは、琉米間にいい先例をつくったものとして喜びにたえない」との談話を発表している。被害者の母親は、沖縄の日本復帰を控えた1972年2月、佐木隆三の取材に対し、「補償金は社会福祉に寄付した」「事件が起きてから今でも、アメリカ人が怖い。日本復帰によって外国人犯罪が減ることを願っている」という旨を述べている。

## 大統領令により減刑
死刑判決を受けた後、ハートの再審請求は却下されたが、彼の家族や退役軍人会は、彼の出身地であるケンタッキー州選出の上院議員・下院議員に働きかけ、「ハートは沖縄人の反米感情の犠牲になった」などと主張し、ホワイトハウスに減刑を陳情した。ケンタッキー州や、隣接するテキサス州の上院議員が、連邦政府にハートの減刑を求めた。
まず、ケンタッキー州の民主党員で、第二次世界大戦の退役軍人であるカール・D・パーキンスが、ホワイトハウスにハートの減刑を陳情した。その後、同州上院議員のスラストン・B・モートン（共和党）が、ケンタッキー州のVFWが発した「有罪判決は状況証拠に基づいており、ハートの有罪に関していくつかの疑いがある」という警告の決議を、個人的にアイゼンハワー政権へ転送した。また、同州の共和党員かつ上院議員であるジョン・シャーマン・クーパーや、多数党院内総務のリンドン・ジョンソン（後の米大統領）、テキサス州民主党の上院議員ラルフ・ヤーボローらも支援に加わり、ハートの減刑を求める大規模な運動が起きた。
ドワイト・D・アイゼンハワー大統領は1960年（昭和35年）6月1日付で、ハートを死刑から、不名誉除隊・給与手当の剥奪・重労働45年の刑に減刑する大統領裁決を出した。この裁決に当たっては、仮釈放・執行猶予、そして刑の免除に関するいかなる法律による恩恵も与えられないとの条件がつけられた。これらの経過は、琉球政府法務局が米民政府に対し、「人権侵犯事件の処理状況」について照会したところ、米民政府からの1961年（昭和36年）7月14日付の回答によって判明したものである。これに対し、軍法務部は1960年6月10日付で、ホワイトハウスに対し「憲法上、大統領裁決で認められているのは、死刑執行の承認もしくは延期、恩赦のみで、減刑は権限を逸脱している。このような過ちが永続化しないための措置を求める」とする抗議文書を出したが、減刑判断は覆らなかった。ハート本人は、カンザス州の刑務所から、上院やフォード政権の司法長官に対し、「自分は、アメリカ軍による占領の終了を求める（沖縄の）反体制政治勢力をなだめるために犠牲になったと信じる」などと主張し、仮釈放か判決の取り消しを求める嘆願書を送った。当時、琉球政府法務局次長は「刑期が45年になっていること、釈放などの恩典が除かれていることなど、額面通りに受け取れば、日本の無期懲役よりも実質的には重い」という見解を示していた。
1977年1月19日（水曜日）付で、フォード大統領は、カンザス州レブンワースの連邦刑務所に収監されていたハート（当時52歳）を含め、軍属時代に殺人を犯して死刑判決を受けた男性6人の仮釈放を許可する決定を出した。この恩赦措置は、エドワード・レヴィ司法長官の勧告によって行われたものである。ハートは刑務所を出所すると、同年11月まで、シンシナティのグッドウィル・センター (Goodwill Center) で職業訓練を開始し、後に夜警として働くようになった。ハートは1981年6月12日、キッチンヘルパー (Kitchen Helper) の女性 Lura B Nicely と結婚したが、1984年8月6日、オハイオ州の退役軍人省の病院で死去した（60歳没）。ハートの妻となった Lura は、彼を「法を順守し、善良で道徳的な市民」として溺愛し、結婚から1年後には、ハートに対する完全な大統領恩赦を求め、ワシントンに書類を郵送していたが、それに対する結論は、ハートが死去した時点でもまだ出ていなかった。ハートは死後、オハイオ州ハミルトン郡レディング（シンシナティ郊外）に埋葬され、アメリカ政府から従軍を讃えられる形で墓石を贈られた。退役軍人省によれば、不名誉除隊されたり、軍法会議で有罪判決を受けたことによって除隊されたりした人物や、死刑に値する重罪ないし特定の性犯罪を犯した人物は、墓石提供（退役軍人に対する恩典の1つ）を受けられなくなるが、ハートがどのような経緯で墓石を提供されたのかは不明で、退役軍人省は2021年9月25日、『沖縄タイムス』の取材に対し、その経緯について調査する旨を回答したが、2022年2月21日までに、墓石の提供を「（当時の）法律に従った対応だった」として、撤回しない考えを示している。

## 後年の評価
本土復帰後の1995年（平成7年）9月4日には、沖縄本島北部で米兵による少女暴行事件が発生している。同事件は、沖縄の本土復帰後類を見ない米兵による犯罪として、県民の怒りが爆発し、抗議運動が広がった。沖縄県知事側は外務省に対し、日米地位協定第17条「身柄の引き渡し」の見直しを求めた。同月13日に開かれた沖縄県議会の軍特別委員会で、本事件の被害者が在住していた石川市の出身である比嘉勝秀議員（自民党）は、「同事件（少女暴行事件）のことを聞いて、復帰よりかなり前に地元で起きた由美子ちゃん事件と、コザ暴動を連想した」と発言した。
高里鈴代（「基地・軍隊を許さない行動する女たちの会」共同代表）は、うるま市女性殺害事件（2016年発生）の加害者である米軍属が、日本の法制度で性犯罪が親告罪になっており、被害者による通報率も低いことを知った上で、弁護士を通じて『星条旗新聞』に「逮捕されることについては全く心配していなかった」というコメントを出したことや、本事件の加害者であるハートの家族が沖縄の「反米感情」を根拠に減刑を訴えた（前述）ことに言及した上で、性犯罪を犯した米軍人から「暴行しても訴えられる可能性は低い」という主張が何度も出ていることや、人間の尊厳を貶める犯罪への抵抗を「反米感情」としてくくることは、事件当時から現在まで、アメリカ国家によってリクルートされた公務員である兵士たちの間で、沖縄女性への差別意識が蔓延していることの証左であるという趣旨の指摘をしている。